# Jann Wenner
Jann Simon Wenner (Nova Iorque, 7 de janeiro de 1946) é o cofundador e diretor da revista Rolling Stone.